# (34970) 4218 T-2
4218 T-2 (asteroide 34970) é um asteroide da cintura principal. Possui uma excentricidade de 0.07496490 e uma inclinação de 14.93692º.
Este asteroide foi descoberto no dia 29 de setembro de 1973 por Cornelis Johannes van Houten e Ingrid van Houten-Groeneveld e Tom Gehrels em Palomar.